# Regata internazionale Siracusa-Malta

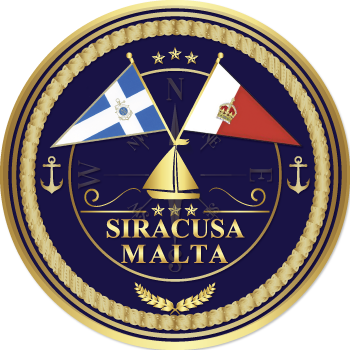
Logo Regata Siracusa Malta

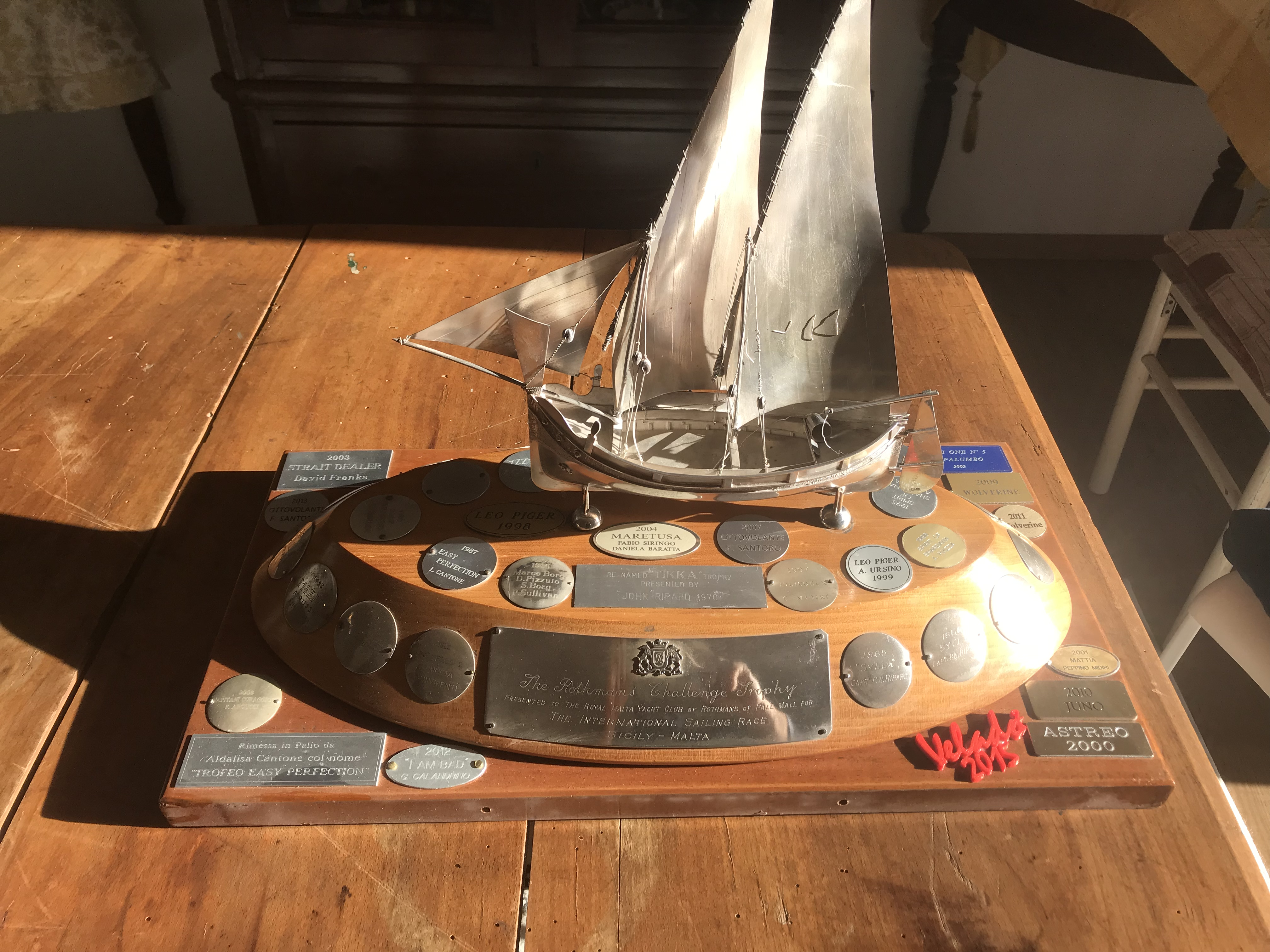
Trofeo Challenge, ancora oggi in palio

La regata internazionale Siracusa-Malta è una delle più antiche e prestigiose regate del Mediterraneo; nella storia della vela definita anche la più antica regata mediterranea. È giunta alla sua 62ª edizione e vede affrontarsi tra loro sportivamente le imbarcazioni della marineria italiana opposte a quelle della marineria maltese. Vi partecipano circa 50 yachts (parte dei quali con equipaggi maltesi) suddivisi in classe Gran Crociera, Classe Regata e Vele classiche. Viene organizzato dalla Lega Navale Italiana sezione di Siracusa e dal Royal Malta Yacht Club. https://www.regatasiracusamalta.it/

## Regata Internazionale Siracusa - Malta

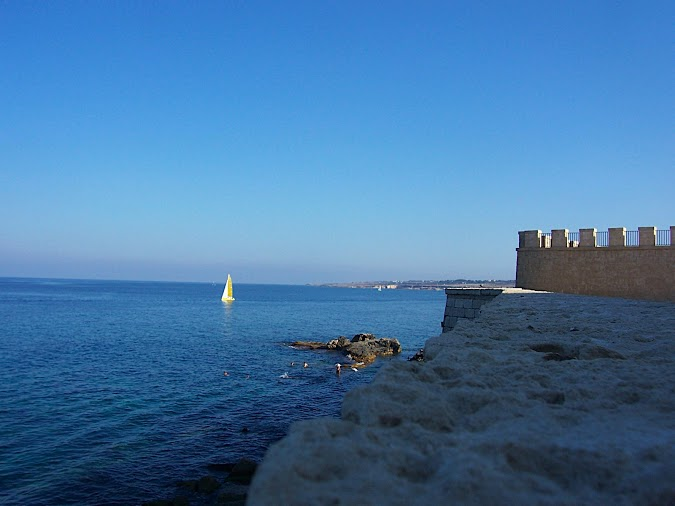
Il mare di Siracusa visto da Ortigia

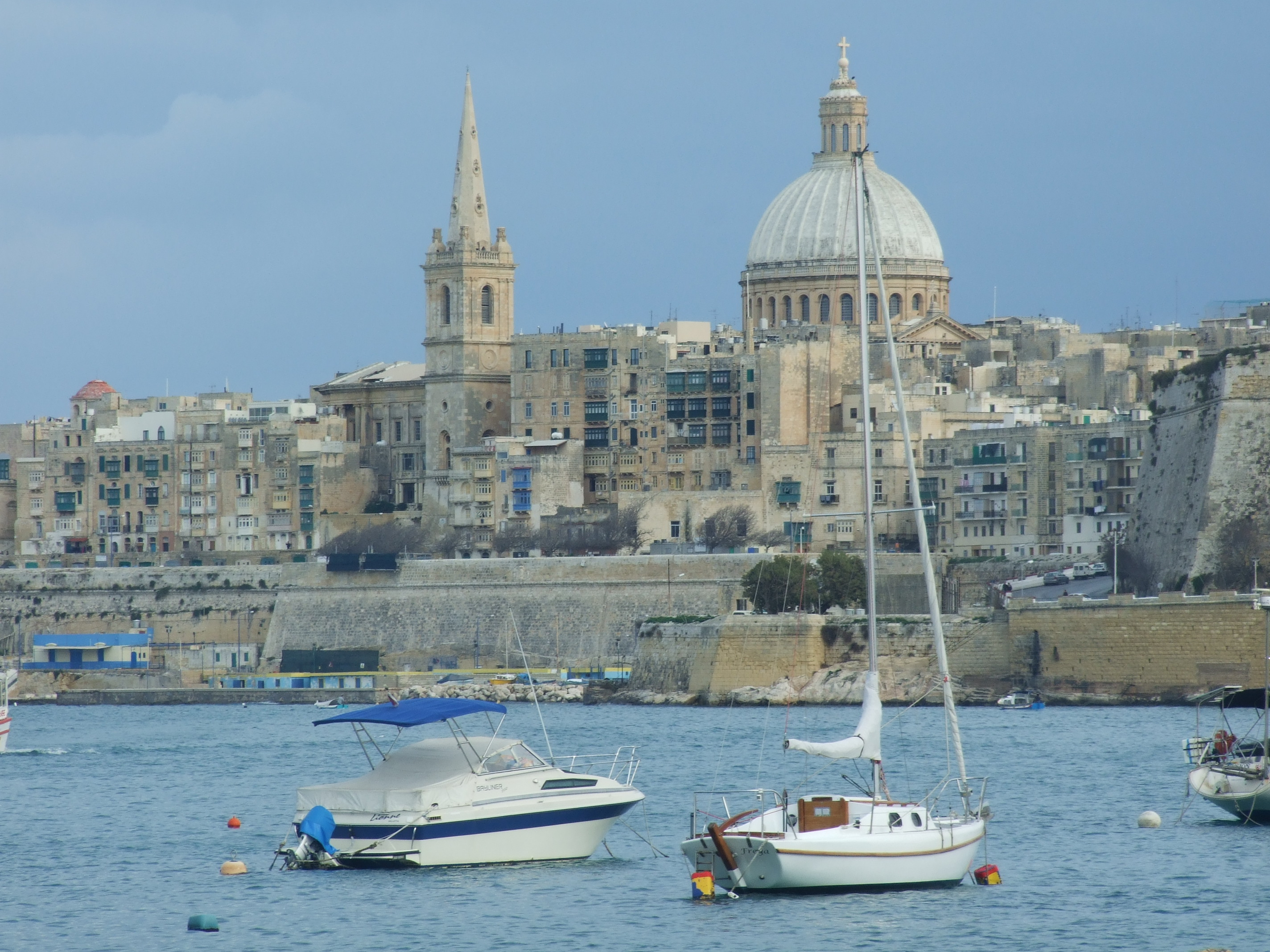
L'approdo di Malta presso La Valletta

Nelle edizioni che avvengono negli anni con numero pari (es. 2008 - 2012) la partenza avviene sempre dal porto della capitale di Malta, La Valletta, nei numeri dispari invece la regata prende il via dal porto aretuseo. Le imbarcazioni a vela terminano il loro percorso dopo circa 108 miglia nautiche; percorso, modificato dal 2021 prevede rotta libera fino a Capo Passero, giro attorno all'isola di Gozo, il passaggio nel canale a sud dell'isola di Comino e l'arrivo nel porto di Marsamxett a Maltra. Negli anni pari, il percorso inverso, con traguardo nei pressi di Ortigia, e quando avviene al Porto Grande, è situato nei pressi della Fonte Aretusa.

La storia di questa regata inizia nel 1951, quando un velista di fama mondiale, il capitano John Illingworth della Regia Marina Britannica, volle indire una regata che coinvolgesse equipaggi di nazionalità diverse sul bel tratto di mare che da Siracusa arriva a Malta. Le imbarcazioni erano di origine tedesca, provenivano infatti dal "bottino di guerra" (windfall) sottratto alla Germania dopo che questa venne sconfitta nella seconda guerra mondiale e parte delle sue navi prese dalla Gran Bretagna, una delle forze alleate vincitrici durante l'ultimo conflitto bellico. Gli Ufficiali di Sua Maestà a Malta avevano il permesso di utilizzare queste navi, da qui nacque dunque l'idea di Illingworth di coinvolgere la vicina Siracusa in questa regata con un accordo stipulato tramite stretta di mano tra il Royal Malta Yacht Club e il Circolo Nautico Juvenilia (l'attuale Lega Navale Italiana - Sezione di Siracusa).

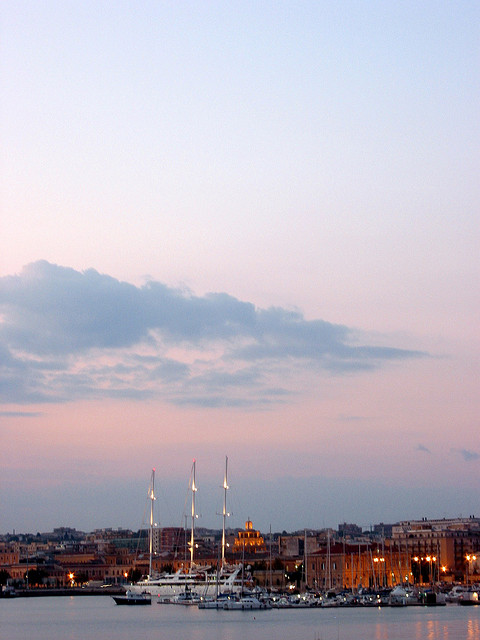
Il porto siracusano al tramonto

Prende dunque il largo la prima edizione (non ufficiale) della Regata Velica Internazionale d'Altura per imbarcazioni classe crociera e classe regata Malta-Siracusa-Malta. L'eco di questa gara non tardò ad arrivare e infatti nel giro di pochi anni, la regata internazionale siciliana divenne nota e conosciuta oltre i confini regionali, per l'Italia vi parteciparono le imbarcazioni velistiche della Marina Militare, come Artica II, Sagittario, Aquilone e Falcuccio, comandate da skipper prestigiosi come l'ammiraglio Piero Bernotti (capitano di vascello della nave-scuola Amerigo Vespucci); l'ammiraglio Giovanni Iannucci (comandante dell'Amerigo Vespucci e stella di bronzo al merito sportivo del CONI) e il comandante di vascello Salvo Santoro. Nel 1960 tale regata diventa ufficiale, con gli accordi scritti firmati dalle medesime parti italiane e maltesi, da quell'anno si contano infatti le 62 edizioni disputate, la cui ultima, quella del luglio 2022, è stata vinta dall'imbarcazione italiana  "Domenguin".

La regata internazionale Siracusa - Malta è caratterizzata da diversi trofei. Inizialmente vi era un unico trofeo, offerto dalla Rothmans, raffigurante un piccolo ma pregiato modello di gozzo maltese, in argento su una base di legno, lavorato dalle maestranze de La Valletta. Questo trofeo era destinato definitivamente a chi per tre volte consecutive avesse vinto la regata internazionale, ma è rimasto tutt'oggi in palio poiché il primo vincitore assoluto di tre regate, John Ripard (vincitore nel 1968, 1969 e 1970) decise di non volerlo tenere per sé ma di rimetterlo in gara a patto che gli fosse concesso di attribuire al trofeo il nome della sua barca, così il premio prese il nome di "Tikka Trophy". 
Negli anni successivi solo una velista di Catania riuscì ad eguagliare tale record di vittorie, Aldalisa Cantone, la quale diede quindi il nome della sua barca al trofeo, che divenne il "Easy Perfection Trophy". Attualmente il trofeo Easy Perfection viene assegnato annualmente all'equipaggio primo classificato nella classe ORC Divisione Overall (Regata/Crociera e Gran Crociera). 
In passato, sul vecchio percorso di 85 miglia nautiche veniva assegnato il trofeo "Leo Piger"  all'equipaggio che deteneva il record di minor percorrenza della regata, nel 2014 con 8 ore 37 minuti e 22 secondi è stato assegnato a "Dreamer Tech".  Dal 2021, con il cambio del percorso, è stato istituito il trofeo "Artie3" per la barca con il record di minor percorrenza, battuto dalla stessa barca nel 2022 con un tempo di 24h 50’’40. 
Altri trofei sono stati istituiti, come quello alla memoria del velista Saro Di Trapani, destinato all'equipaggio primo classificato in una speciale classifica riservata alle barche da crociera (barche senza troppa tecnologia ed innovazione a bordo), il cui scopo è premiare la voglia di partecipare che supera l'ambizione di vincere. 
Inoltre vi sono i trofei "Nino Pellegrino e Bepsy Podestà", destinato al primo in classifica tra gli equipaggi in regata con una barca progettata in data antecedente al 1975; 
il trofeo "Pietro Piazza", intitolato al primo siracusano vincitore della regata, viene assegnata alla prima barca siracusana passare il traguardo in tempo reale. 
Il trofeo RMYC IRC destinato al primo classificato con la formula IRC. 
Uno speciale trofeo istituito dalla Lega Navale premia il primo classificato in solitario, o con equipaggio in coppia (x2).
A partire dal 2018 è istituito il Trofeo Giancarlo Patti,  per il membro dell'equipaggio più giovane tagliare il traguardo.

## Easy Perfection Trophy - Albo d'Oro
| Anno | Imbarcazione        | Armatore                                         | Circolo                                |                          |
| 1951 |                     |                                                  |                                        | Prima Edizione           |
| 1952 | Angela              | John Illingworth                                 | Royal Malta Yacth Club - Malta         |                          |
| 1953 | Saluki              | Moore                                            | Royal Malta Yacth Club - Malta         |                          |
| 1955 | Saluki              | Maj A. Borda                                     | Royal Malta Yacth Club - Malta         |                          |
|      |                     | ROTHMANS TROPHY                                  |                                        |                          |
| 1963 | Vento del Sud       | Pietro Piazza                                    | Circolo Nautico Juvenilia - Siracusa   |                          |
| 1965 | Sylla               | P.W. Ripard                                      | Royal Malta Yacth Club - Malta         | 1965 Sylla               |
| 1966 | Sylla               | P.W. Ripard                                      | Royal Malta Yacth Club - Malta         | 1966 Sylla               |
| 1967 | Zeza                | M.J.Ryan                                         | Royal Malta Yacth Club - Malta         | 1967 Zeza                |
| 1968 | Tai-Lux             | John. Ripard                                     | Royal Malta Yacth Club - Malta         | 1968 Tai-luk             |
| 1969 | Tikka               | John. Ripard                                     | Royal Malta Yacth Club - Malta         | 1969 Tikka               |
| 1970 | Tikka               | John Ripard                                      | Royal Malta Yacth Club - Malta         | Tikka Trophy             |
|      |                     | TIKKA TROPHY                                     |                                        |                          |
| 1971 | Peon                | Mr.R.Insley-R.Insley-B.F. Maccabe                | Royal Malta Yacth Club - Malta         |                          |
| 1972 | Anna II             | Vincenzo Valentino                               | Royal Malta Yacth Club - Malta         |                          |
| 1973 | Marila II           | Mario Arcucci                                    | Circolo Nautico Juvenilia - Siracusa   | 1973 Marila              |
| 1975 | Snoopy III          | Concetto Porto                                   | NIC - Catania                          | 1975 Snoopy III          |
| 1976 | Slam                | Antonio Castellana - Piero D’Agata               | NIC - Catania                          | 1976 Slam                |
| 1977 | Marila III          | Mario Arcucci                                    | Circolo Nautico Juvenilia - Siracusa   | 1977 Marila II           |
| 1979 | Snoopy III          | Concetto Porto                                   | NIC - Catania                          | 1979 Snoopy III          |
| 1981 | Rasputin II         | Ottavio Patania                                  | C.N. - Augusta                         |                          |
| 1982 | Lilli               | P.R. Ripard                                      | Royal Malta Yacth Club - Malta         | 1982 Lilli               |
| 1983 | Mizar               | Antonio Russo - Antonino Minniti                 | NIC - Catania                          | 1983 MIZAR               |
| 1984 | Lilli               | Ray De Miccoli                                   | Royal Malta Yacth Club - Malta         | 1984 Lilli               |
| 1985 | Monello 2           | Bartolo Puccia- G. Pulvirenti                    | NIC - Catania                          |                          |
| 1986 | Vega                | Marco Borg                                       | Royal Malta Yacth Club - Malta         | 1986 Vaga                |
| 1987 | Easy Perfection     | Aldalisa Cantone                                 | NIC - Catania                          | 1987 Easy Perfection     |
| 1988 | Easy Perfection     | Aldalisa Cantone                                 | NIC - Catania                          | 1988 Easy Perfection     |
| 1989 | Easy Perfection     | Aldalisa Cantone                                 | NIC - Catania                          | 1989 Easy Perfection     |
|      |                     | EASY PERFECTION TROPHY                           |                                        | Easy Perfection Trophy   |
| 1990 | Monello 2           | Alberto Piazza                                   | Lega Navale Italiana - Siracusa        | 1990 Monello 2           |
| 1991 | Malf                | Giuseppe Palumbo                                 | NIC - Catania                          | 1991 Malf                |
| 1992 | Meltem              | Tommaso Branciamore                              | Circolo Velico Ribellino - Siracusa    | Meltem 1992              |
| 1993 | Malf                | Giuseppe Palumbo                                 | NIC - Catania                          | 1993 Malf                |
| 1994 | Malf                | Giuseppe Palumbo                                 | NIC - Catania                          | 1994 Malf                |
| 1995 | Spirit of Shardana  | Alberto Piazza                                   | Lega Navale Italiana - Siracusa        | 1995 Spirit of Shardana  |
| 1996 | Spirit of Shardana  | Alberto Piazza                                   | Lega Navale Italiana - Siracusa        | 1996 Spirit of Shardana  |
| 1997 | Jolicoer            | Giuseppe Midiri                                  | Lega Navale Italiana - Siracusa        | 1997 Jolicoeur           |
| 1998 | Leo Piger           | Angelo Ursino                                    | NIC - Catania                          | 1998 Leo Piger           |
| 1999 | Leo Piger           | Angelo Ursino                                    | NIC - Catania                          | 1999 Leo Piger           |
| 2000 | Astreo              | Domenico Dell'Aria                               | NIC - Catania                          | 2000 Astreo              |
| 2001 | Mattia              | Giuseppe Midiri                                  | Lega Navale Italiana - Siracusa        | 2001 Mattia              |
| 2002 | Maxi One n. 5       | Marco Palumbo                                    | NIC - Catania                          | 2002 Maxi One n.5        |
| 2003 | Strait Dealer       | David Frankis                                    | Royal Malta Yacth Club - Malta         | 2003 Strait Dealer       |
| 2004 | Maretusa            | Fabio Siringo - Daniela Baratta                  | Lega Navale Italiana - Siracusa        | 2004 Maretusa            |
| 2005 | Harael              | Lucio Di Mauro                                   | NIC - Catania                          |                          |
| 2006 | Strait Dealer       | David Frankis                                    | Royal Malta Yacth Club - Malta         |                          |
| 2007 | Ottovolante         | Fabio Santoro                                    | Circolo Velico Ribellino - Siracusa    | 2007 Ottovolante         |
| 2008 | Capitani Coraggiosi | Ferdinando Arcucci                               | Lega Navale Italiana - Siracusa        | 2008 Capitani Coraggiosi |
| 2009 | Wolverine           | Giacomo Dell’Aria                                | NIC - Catania                          | 2009 Wolverine           |
| 2010 | Juno                | Sonke Stein                                      | Royal Malta Yacth Club - Malta         | 2010 Juno                |
| 2011 | Wolverine           | Giacomo Dell’Aria                                | NIC - Catania                          | 2011 wolverine           |
| 2012 | I am Bad            | G.Calandrino                                     | Diemme ASD - Palermo                   | 2012 I am bad            |
| 2013 | Ottovolante         | Fabio Santoro                                    | Circolo Velico Ribellino - Siracusa    | 2013 Ottovolante         |
| 2014 | Juno                | Sonke Stein                                      | Royal Malta Yacth Club - Malta         |                          |
| 2015 | Velado 2            | Roberto Cavalli                                  | C.V. Scirocco                          | 2015 Veladò 2            |
| 2016 | Ottovolante         | Fabio Santoro                                    | Circolo Velico Ribellino - Siracusa    | 2016 Ottovolante         |
| 2017 | Otra Vez            | Aaron Gatt Floridia                              | Royal Malta Yacth Club - Malta         | 2017 Otra Vez            |
| 2018 | Meltem              | A. Piazza - G. Patti - C. Calafiore - S. Forenze | Lega Navale Italiana - Siracusa        |                          |
| 2019 | Elusive II          | Maya & Christoph Podesta                         | Royal Malta Yacth Club - Malta         |                          |
| 2020 | Artie III           | Lee Satariano                                    | Royal Malta Yacth Club - Malta         |                          |
| 2021 | Malafemmina         | M.Gallo - D.Rizza - E.Bellini - M.Iannò          | Lega Navale Italiana - Siracusa        |                          |
| 2022 | Dominguin           | Davide Momigliano                                | Club Nautico Punta Piccola - Agrigento |                          |

## Trofeo Leo Piger - Albo d'Oro
| Anno | Imbarcazione  | Armatore               | Tempo      |
| ---- | ------------- | ---------------------- | ---------- |
| 1998 | Leo Piger     | Angelo Ursino          | 9h 43' 42" |
| 2006 | Strait Dealer | David Frankis          | 9h 42' 25" |
| 2014 | Dreamer Tech  | Carmelo Massimo Savoca | 8h 37' 22" |

## Trofeo Artie III - Albo d'Oro
| Anno | Imbarcazione | Armatore      | Tempo       |
| ---- | ------------ | ------------- | ----------- |
| 2021 | Artie III    | Lee Satariano | 25h 45’ 11” |
| 2022 | Artie III    | Lee Satariano | 24h 50’’40” |

## Trofeo Saro Di Trapani  - Albo d'Oro
| Anno | Imbarcazione         | Armatore                                         | Circolo                                |
| 2004 | Maretusa             | Fabio Siringo - Daniela Baratta                  | Lega Navale Italiana - Siracusa        |
| 2005 | Spirit of Hornblower | Francesco Cocuzza                                | Lega Navale Italiana - Siracusa        |
| 2006 | Imago 2              | Francesco Cappellani                             | Lega Navale Italiana - Siracusa        |
| 2007 | Marco Polo Cruising  | Michele Gallo                                    | Lega Navale Italiana - Siracusa        |
| 2008 | Imago 2              | Francesco Cappellani                             | Lega Navale Italiana - Siracusa        |
| 2009 | Enzo                 | Maurilio e Carlo Carpinteri                      | Lega Navale Italiana - Siracusa        |
| 2010 | Imago 2              | Francesco Cappellani                             | Lega Navale Italiana - Siracusa        |
| 2011 | Kika                 | Francesco Fulci                                  | Nuovo C.T. Vela - Milazzo              |
| 2012 | Kika                 | Francesco Fulci                                  | Nuovo C.T. Vela - Milazzo              |
| 2013 | Giulia               | Francesco Cappellani                             | Lega Navale Italiana - Siracusa        |
| 2014 | Armonia I            | Carlo Inturrisi                                  |                                        |
| 2015 | Duc in Altum         | Francesco Giacalone                              | Lega Navale Italiana - Siracusa        |
| 2016 | Skin                 | Giovanni Pavia                                   | NIC - Catania                          |
| 2017 | San Mary             | Roberto Gallo                                    | Lega Navale Italiana - Siracusa        |
| 2018 | Meltem               | A. Piazza - G. Patti - C. Calafiore - S. Forenze | Lega Navale Italiana - Siracusa        |
| 2109 | Engi                 | Salvatore Maggiulli                              | NIC CATANIA                            |
| 2020 | Isola                | A. Di Trapani                                    | Lega Navale Italiana - Siracusa        |
| 2021 | - - - - -            | - - - Non assegnato - - -                        |                                        |
| 2022 | Dominguin            | Davide Momigliano                                | Club Nautico Punta Piccola - Agrigento |

## Trofeo Nino Pellegrino e Bepsy Podestà
| Anno | Barca             | Armatore          | Circolo                         |
| 2005 | Hyperion of Turku | Andrea Centaro    | Lega Navale Italiana - Siracusa |
| 2006 | Hyperion of Turku | Andrea Centaro    | Lega Navale Italiana - Siracusa |
| 2008 | Blumoon           | Rapisarda         | Lega Navale Italiana - Siracusa |
| 2009 | Nuage             | Mario Greco       |                                 |
| 2010 | Nuage             | Mario Greco       |                                 |
| 2011 | Aria              | Davide Guarnaccia | C.V. Scirocco                   |
| 2012 | NOGAMA            | Umberto Modolo    | Lega Navale Italiana - Siracusa |
| 2013 | Drakkar           | Leonardo Restivo  | C.V. Siciliano                  |
| 2014 | Aling Quan        | Michele Nicolosi  | NIC - Catania                   |
| 2015 | Hyperion of Turku | Andrea Centaro    | Lega Navale Italiana - Siracusa |
| 2016 | Aling Quan        | Michele Nicolosi  | NIC - Catania                   |
| 2017 | Aling Quan        | Michele Nicolosi  | NIC - Catania                   |
| 2018 | Hyperion of Turku | Andrea Centaro    | Lega Navale Italiana - Siracusa |

## Trofeo Pietro Piazza - Albo d'Oro
| Anno | Barca        | Armatore             | Circolo                             |
| 2017 | Ottovolante  | Fabio Santoro        | Circolo Velico Ribellino - Siracusa |
| 2018 | Ottovolante  | Fabio Santoro        | Circolo Velico Ribellino - Siracusa |
| 2019 | Duc in Altum | Francesco Giacalone  | Lega Navale Italiana - Siracusa     |
| 2020 |              |                      |                                     |
| 2021 |              |                      |                                     |
| 2022 | Giulia       | Francesco Cappellani | Lega Navale Italiana - Siracusa     |

## RMYC IRC- Albo d'Oro
| Anno | Barca             | Armatore                                       | Circolo                        |
| ---- | ----------------- | ---------------------------------------------- | ------------------------------ |
| 2022 | Maltese Falcon II | Jonathan Camilleri Bowman - Adrian Gauci Borda | Royal Malta Yacth Club - Malta |